# 古氏非螺
古氏非螺（学名），又名土豚拳螺，是新腹足目非螺屬的一种。原屬拳螺科，但近年有研究在比照過其物種的齿舌形态以及其线粒体的COI和16SrRNA基因序列进行了分析，並以犬齒螺科物種作參照組，認為應該把本物種所屬的非螺屬從拳螺科撥歸峨螺科（Buccinidae）。

## 分佈
主要分佈於台湾。
常栖息在浅海沙底。